# Rick Martin

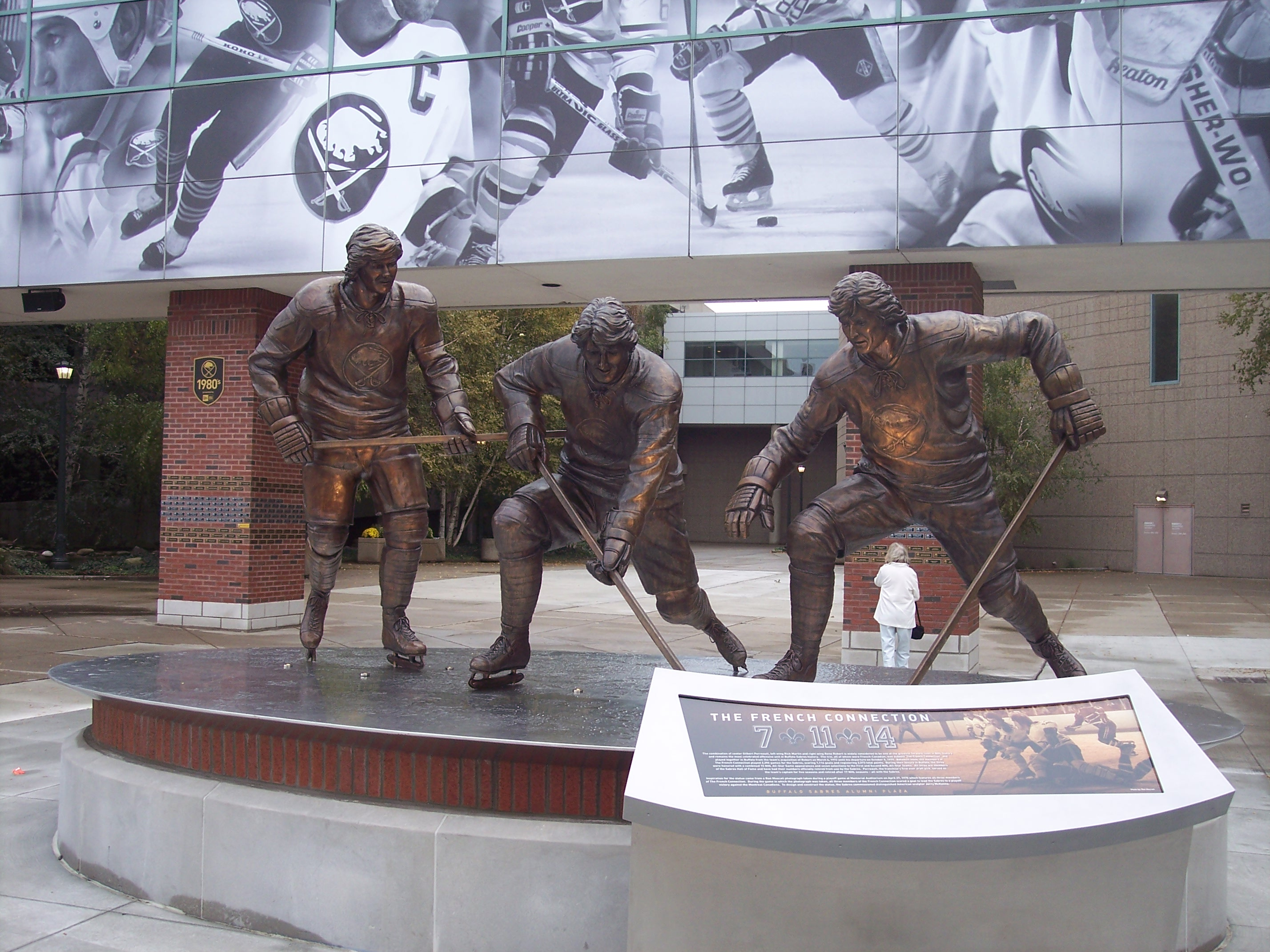
Staty över kedjan "The French Connection" med Rick Martin, Gilbert Perreault och René Robert utanför First Niagara Center i Buffalo.

Richard Lionel Martin, född 26 juli 1951 i Verdun, Québec, död 13 mars 2011 i Clarence, New York i USA, var en kanadensisk professionell ishockeyspelare. Martin spelade i NHL för Buffalo Sabres och Los Angeles Kings åren 1971–1981.

## Karriär
Rick Martin valdes av Buffalo Sabres som femte spelare totalt i NHL-draften 1971. I Sabres spelade han i en framgångsrik kedja tillsammans med Gilbert Perreault och René Robert. Kedjan kallades populärt för "The French Connection" på grund av spelarnas fransk-kanadensiska ursprung. Martin var kedjans vassaste målskytt och under tre raka säsonger åren 1973–1976 gjorde han 52, 52 respektive 49 mål. Säsongen 1974–75 nådde Sabres Stanley Cup-final där dock Philadelphia Flyers blev för svåra.
1976 var Martin med och vann Canada Cup med det kanadensiska landslaget.
10 mars 1981 bytte Buffalo Sabres bort Martin till Los Angeles Kings. Han spelade dock endast fyra grundseriematcher och en slutspelsmatch för Kings, på vilka han gjorde två mål och fyra assist, innan han lade skridskorna på hyllan för gott.
Martin omkom 2011 i en bilolycka i Clarence, New York.

## Statistik
| 1968–69    | Montreal Junior Canadiens | OHA          | 52  | 22  | 21  | 43  | 27  | 14 | 3  | 0  | 3  | 2  |
| 1968–69    | Montreal Junior Canadiens | Memorial Cup |     |     |     |     |     | 6  | 2  | 1  | 3  | 12 |
| 1969–70    | Montreal Junior Canadiens | OHA          | 34  | 23  | 32  | 55  | 10  | 16 | 14 | 20 | 34 | 12 |
| 1969–70    | Montreal Junior Canadiens | Memorial Cup |     |     |     |     |     | 12 | 14 | 13 | 27 | 8  |
| 1970–71    | Montreal Junior Canadiens | OHA          | 60  | 71  | 51  | 122 | 106 | 11 | 17 | 7  | 24 | 10 |
| 1971–72    | Buffalo Sabres            | NHL          | 73  | 44  | 30  | 74  | 39  | —  | —  | —  | —  | —  |
| 1972–73    | Buffalo Sabres            | NHL          | 75  | 37  | 36  | 73  | 79  | 6  | 3  | 2  | 5  | 12 |
| 1973–74    | Buffalo Sabres            | NHL          | 78  | 52  | 34  | 86  | 38  | —  | —  | —  | —  | —  |
| 1974–75    | Buffalo Sabres            | NHL          | 68  | 52  | 43  | 95  | 72  | 17 | 7  | 8  | 15 | 20 |
| 1975–76    | Buffalo Sabres            | NHL          | 80  | 49  | 37  | 86  | 67  | 9  | 4  | 7  | 11 | 12 |
| 1976–77    | Buffalo Sabres            | NHL          | 66  | 36  | 29  | 65  | 58  | 6  | 2  | 1  | 3  | 9  |
| 1977–78    | Buffalo Sabres            | NHL          | 65  | 28  | 35  | 63  | 16  | 7  | 2  | 4  | 6  | 13 |
| 1978–79    | Buffalo Sabres            | NHL          | 73  | 32  | 21  | 53  | 35  | 3  | 0  | 3  | 3  | 0  |
| 1979–80    | Buffalo Sabres            | NHL          | 80  | 45  | 34  | 79  | 54  | 14 | 6  | 4  | 10 | 8  |
| 1980–81    | Buffalo Sabres            | NHL          | 23  | 7   | 14  | 21  | 20  | —  | —  | —  | —  | —  |
| 1980–81    | Los Angeles Kings         | NHL          | 1   | 1   | 1   | 2   | 0   | 1  | 0  | 0  | 0  | 0  |
| 1981–82    | Los Angeles Kings         | NHL          | 3   | 1   | 3   | 4   | 2   | —  | —  | —  | —  | —  |
| NHL totalt | NHL totalt                | NHL totalt   | 685 | 384 | 317 | 701 | 477 | 63 | 24 | 29 | 53 | 74 |

### Internationellt
| År     | Lag    | Turnering  |   | Matcher | Mål | Assist | Poäng | Utv |
| ------ | ------ | ---------- | - | ------- | --- | ------ | ----- | --- |
| 1976   | Kanada | Canada Cup | 4 | 3       | 2   | 5      | 0     |     |
| Totalt | Totalt | Totalt     | 4 | 3       | 2   | 5      | 0     |     |